# Швидкість осідання еритроцитів

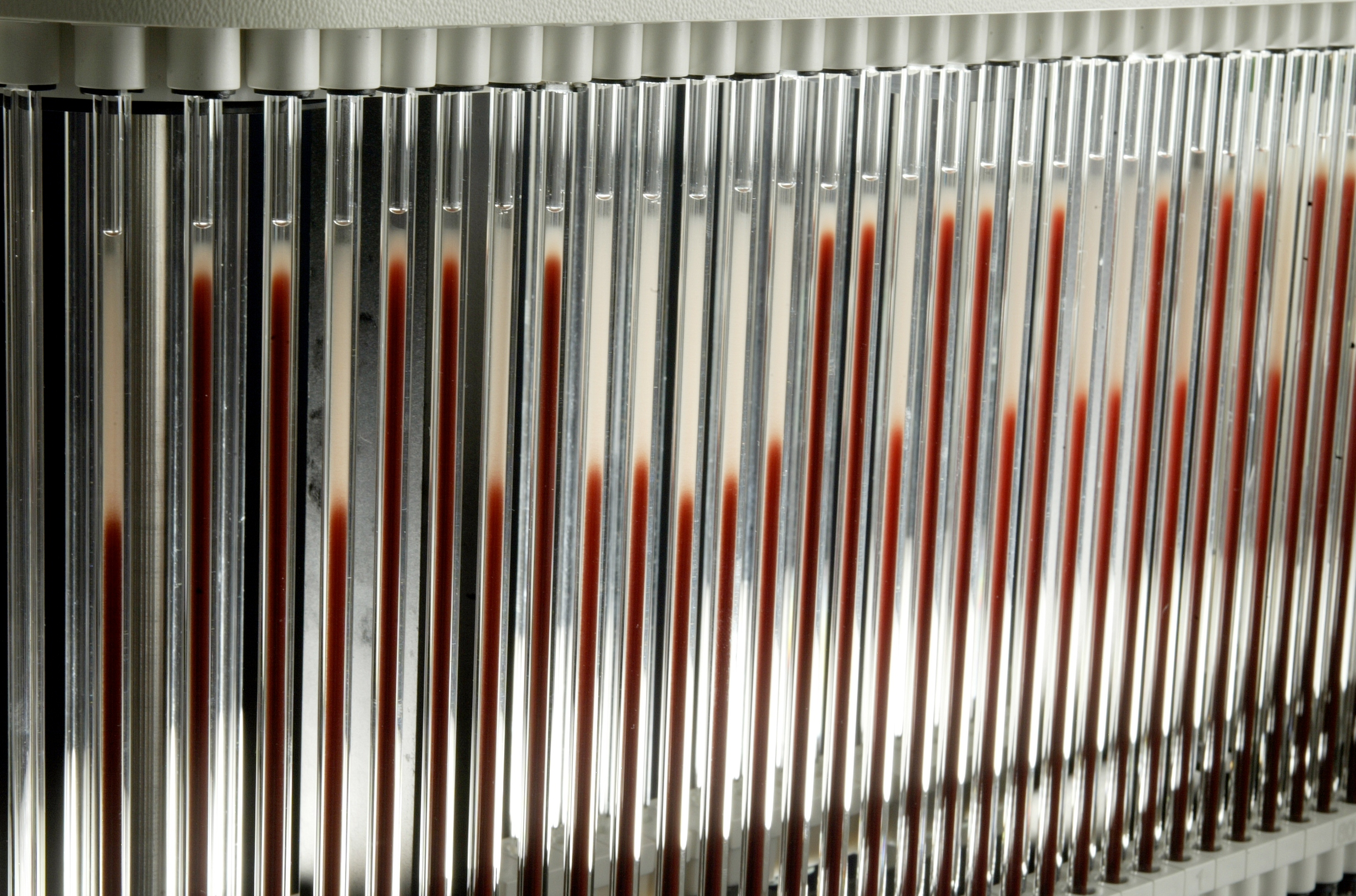
Набір піпеток в автоматизованому аналізаторі ШОЕ

Шви́дкість осіда́ння еритроци́тів (ШОЕ) — неспецифічний лабораторний показник крові, що відображає співвідношення фракцій білків плазми; зміна ШОЕ може служити непрямою ознакою поточного запального або іншого патологічного процесу.
Проба ґрунтується на здатності еритроцитів в позбавленій можливості згортання крові осідати під дією гравітації. В нормі величина ШОЕ у чоловіків не перевищує 10 мм/годину, а у жінок — 15 мм/годину.

## Принцип методу
Питома маса еритроцитів перевищує питому масу плазми, тому вони поволі осідають на дно пробірки. Швидкість, з якою відбувається осідання еритроцитів в основному визначається ступенем їх агрегації, тобто їх здатністю злипатися разом. Через те, що при творенні агрегатів зменшується відношення поверхні частинок до їх об'єму, опір агрегатів еритроцитів тертю виявляється менше, ніж сумарний опір окремих еритроцитів; у зв'язку з цим швидкість осідання збільшується.
Агрегація еритроцитів головним чином залежить від їхніх електричних властивостей і білкового складу плазми крові. В нормі еритроцити несуть від'ємний заряд і відштовхуються один від одного. Ступінь агрегації (а значить і ШОЕ) підвищується при збільшенні концентрації в плазмі т.з. білків гострої фази — маркерів запального процесу. В першу чергу — фібриногену, C-реактивного білка, церулоплазміну, імуноглобулінів і інших. Навпаки, ШОЕ знижується при збільшенні концентрації альбумінів.

## Методика визначення
Визначення ШОЕ проводять методом Панченкова (в піпетці) або за методом Вестергрена (у пробірці).

### Методом Панченкова
У градуйований на 100 ділень капіляр Панченкова набирають до мітки «Р» 5%-ий розчин цитрату натрію і переносять його на годинне скло. Потім у тому ж капіляр набирають двічі кров до мітки «К» і обидва рази видувають її на годинне скло. Кров, ретельно перемішану з цитратом натрію, знову набирають у капіляр до мітки «К». Капіляр ставлять в штатив суворо вертикально. ШОЕ враховують через 1 годину, при необхідності через 24 години і виражають у міліметрах. У методі Панченкова як антикоагулянт використовують цитрат натрію. У капіляр набирають 2.5 мкл цитрату і в той же капіляр добирають 7.5 мкл крові або в заздалегідь розкрапані пробірки з цитратом додають 7.5 мкл крові, кров з цитратом перемішують в пробірці, знову набирають у капіляр і встановлюють у спеціальний штатив на 1 годину.

### Метод Вестергрена
Це міжнародний метод визначення ШОЕ. Він відрізняється від методу Панченкова характеристиками використовуваних пробірок і калібруванням шкали результатів. Результати, одержані цим методом, в області нормальних значень збігаються з результатами, одержуваними методом Панченкова. Але метод Вестергрена чутливіший до підвищення ШОЕ, і результати в зоні підвищених значень ШОЕ будуть вище результатів, одержуваних методом Панченкова. 
Для виконання визначення ШОЕ за методом Вестергрена необхідна венозна кров, взята з цитратом натрію 3,8% у співвідношенні 4:1. Також використовується венозна кров, взята з ЕДТА (1,5 мг / мл) і потім розведена цитратом натрію або фізіологічним розчином у співвідношенні 4:1. Метод виконується в спеціальних пробірках Вестергрена з просвітом 2,4-2,5 мм і шкалою, градуйованою в 200 мм. ШОЕ зчитують в мм за 1 годину.

## Інтерпретація
Понад сто років даний лабораторний тест застосовується для кількісного визначення інтенсивності різноманітних запальних процесів. Так, найчастіше збільшення ШОЕ пов'язано з гострою і хронічною інфекцією, імунопатологічними захворюваннями, інфарктами внутрішніх органів.
Хоча запалення і є найчастішою причиною прискорення осідання еритроцитів, збільшення ШОЕ також може обумовлюватися і іншими, у тому числі і не завжди патологічними, станами.
ШОЕ також може збільшуватися при злоякісних новоутвореннях, при значному зменшенні числа еритроцитів, при гіпопротеїнемії, в період вагітності, при вживанні деяких лікарських препаратів, наприклад, саліцилатів.
Помірне підвищення ШОЕ (20—25 мм/год) може спостерігатися при анеміях, при гіпопротеїнемії, у жінок в період менструації і вагітності. Різке підвищення ШОЕ (більше 60 мм/годину) звичайно супроводжує такі стани як септичний процес аутоіммуні захворювання, злоякісні пухлини, що супроводяться розпадом тканин, лейкоз. Зменшення швидкості осідання еритроцитів можливо при гіперпротеїнемії, при зміні форми еритроцитів, еритроцитозах, лейкоцитозі, ДВС-синдромі, гепатитах.
Не зважаючи на свою неспецифічність визначення ШОЕ все ще є одним з найпопулярніших лабораторних тестів для встановлення факту інтенсивності запального процесу.